# Украинско-польские языковые связи
Украинско-польские языковые связи (укр. Українсько-польські мовні зв'язки) прослеживаются ещё со времён Киевской Руси.
Польский язык сильно влиял на украинский, особенно с конца XIV века.

## Исторические причины
Первопричиной языковых связей явились исторические контакты украинского и польского народов, которые восходят к X-XI векам. После того, как большая часть территории современной Украины вошла в состав Речи Посполитой, эти связи значительно усилились, достигнув своего расцвета в XVI веке, когда появился литературный польский язык. После присоединения сначала Украины, а затем и Польши к России связи польского и украинского языков ослабли.

## Заимствования из польского языка
В грамматике украинского языка также прослеживается заметное влияние польского. В украинский язык из немецкого через польский был заимствован суффикс -унок (пол. -unek, нем. -ung [unk]): поцілунок-pocałunek. Важным элементом польского влияния в украинской также следует считать флексию -ові(-еві), которая возникла из польского окончание -owi в дательном падеже единственного числа существительных мужского рода: мірошникови-młynarzowi. 
Больше всего прослеживается влияние польского в лексике. Полонизмами в украинском языке являются такие слова, как, например, ратуша, місто, кепський, кшталт, квапитися, краков’як, білизна, хвороба, люстро, славістичний и многие другие. Украинскими заимствованиями в польском языке являются выражения hopak, czereśnia, czeremcha, hreczka и.т.д.

## Общие черты
И украинский, и польский языки принадлежат к славянской языковой группе, что обуславливает наличие немалого числа общих черт у них. 

## Количество полонизмов в украинском языке
Согласно Юрию Шевелёву в украинском языке насчитывается около 17 000 или 14 % полонизмов